# Hiroshige Yanagimoto
Hiroshige Yanagimoto (født 15. oktober 1972) er en japansk fodboldspiller.

## Japans fodboldlandshold
| Japans landshold | Japans landshold | Japans landshold |
| År               | Kmp              | Mål              |
| ---------------- | ---------------- | ---------------- |
| 1995             | 12               | 0                |
| 1996             | 13               | 0                |
| 1997             | 5                | 0                |
| Total            | 30               | 0                |